# Nesticella brevipes
Nesticella brevipes (лат.) — вид пауков рода Nesticella из семейства Пауки-нестициды (Nesticidae). 

## Распространение
Встречается в восточной Азии: Япония. Другие находки требуют подтверждения: Китай?, Корея?, Россия (Южные Курилы, Сахалин)?.

## Описание
Мелкие пауки, общая длина около 2 мм (самцы 1,94—2,31 мм, самки 1,76—2,50 мм). Основная окраска желтоватая. Этот вид сходен с N. terrestris и N. silvicola. Самцов N. brevipes можно отличить от самцов двух последних видов по наличию двух дистальных отростков парацимбиума (Di-I-II), более острого радикального апофиза (Ra) и более тонкого срединного отростка протока (Cm) (против одного, более острого Di, более коренастого Ra и более толстого Cm у N. terrestris и N. silvicola). Кроме того, место выхода эмболуса (E) из радикса находится в ином положении, чем у N. terrestris (на 4:30 часа у N. brevipes против 6:00 часов у N. terrestris).
Nesticella brevipes встречается во влажных и затененных местах, таких как подлесок лиственных и вечнозеленых лесов, растущих в узких долинах, покрытые растительностью скалы, осыпи, пещеры и искусственные туннели. Этот вид строит простые паутины в пустых пространствах среди подстилки, между камнями или в расщелинах стен и пола пещер. В подземных условиях этот вид собирали как в сумеречной, так и в темной зонах.

## Классификация
Вид был впервые описан в 1970 году под названием Nesticus brevipes Yaginuma, 1970. Входил в состав родов Nesticus или Nesticella. Включён в видовую группу Nesticella brevipes-group.